# Gmina Kostel
Kostel – gmina w południowej Słowenii. W 2010 roku liczyła 600 mieszkańców.

## Miejscowości
Miejscowości wchodzące w skład gminy Kostel:

- Ajbelj
- Banja Loka
- Briga
- Brsnik
- Colnarji
- Delač
- Dolenja Žaga
- Dolenji Potok
- Dren
- Drežnik
- Fara
- Gladloka
- Gorenja Žaga
- Gorenji Potok
- Gotenc
- Grgelj
- Grivac
- Hrib pri Fari
- Jakšiči
- Jesenov Vrt
- Kaptol
- Kostel
- Krkovo nad Faro
- Kuželič
- Kuželj
- Laze pri Kostelu
- Lipovec pri Kostelu
- Mavrc
- Nova sela
- Oskrt
- Padovo pri Fari
- Petrina
- Pirče
- Planina
- Poden
- Podstene pri Kostelu
- Potok
- Puc
- Rajšele
- Rake
- Sapnik
- Selo pri Kostelu
- Slavski Laz
- Srednji Potok
- Srobotnik ob Kolpi
- Stelnik
- Stružnica
- Suhor
- Štajer
- Tišenpolj
- Vas – siedziba gminy[3]
- Vimolj
- Vrh pri Fari
- Zapuže pri Kostelu